# Chelodamus uniformis
Espèce
Synonymes
- Chelanops uniformis Banks, 1914

Chelodamus uniformis est une espèce de pseudoscorpions de la famille des Chernetidae.

## Distribution
Cette espèce est endémique du Costa Rica.

## Description
L'holotype mesure 3 mm.

## Publication originale
- Banks, 1914 : Notes on some Costa Rican Arachnida. Proceedings of the Academy of Natural Sciences of Philadelphia, vol. 65, p. 676-687 (texte intégral).